# Pyromaia arachna
Pyromaia arachna är en kräftdjursart som beskrevs av M. J. Rathbun 1924. Pyromaia arachna ingår i släktet Pyromaia och familjen Inachoididae. Inga underarter finns listade i Catalogue of Life.